# Lâu đài Valdštejn

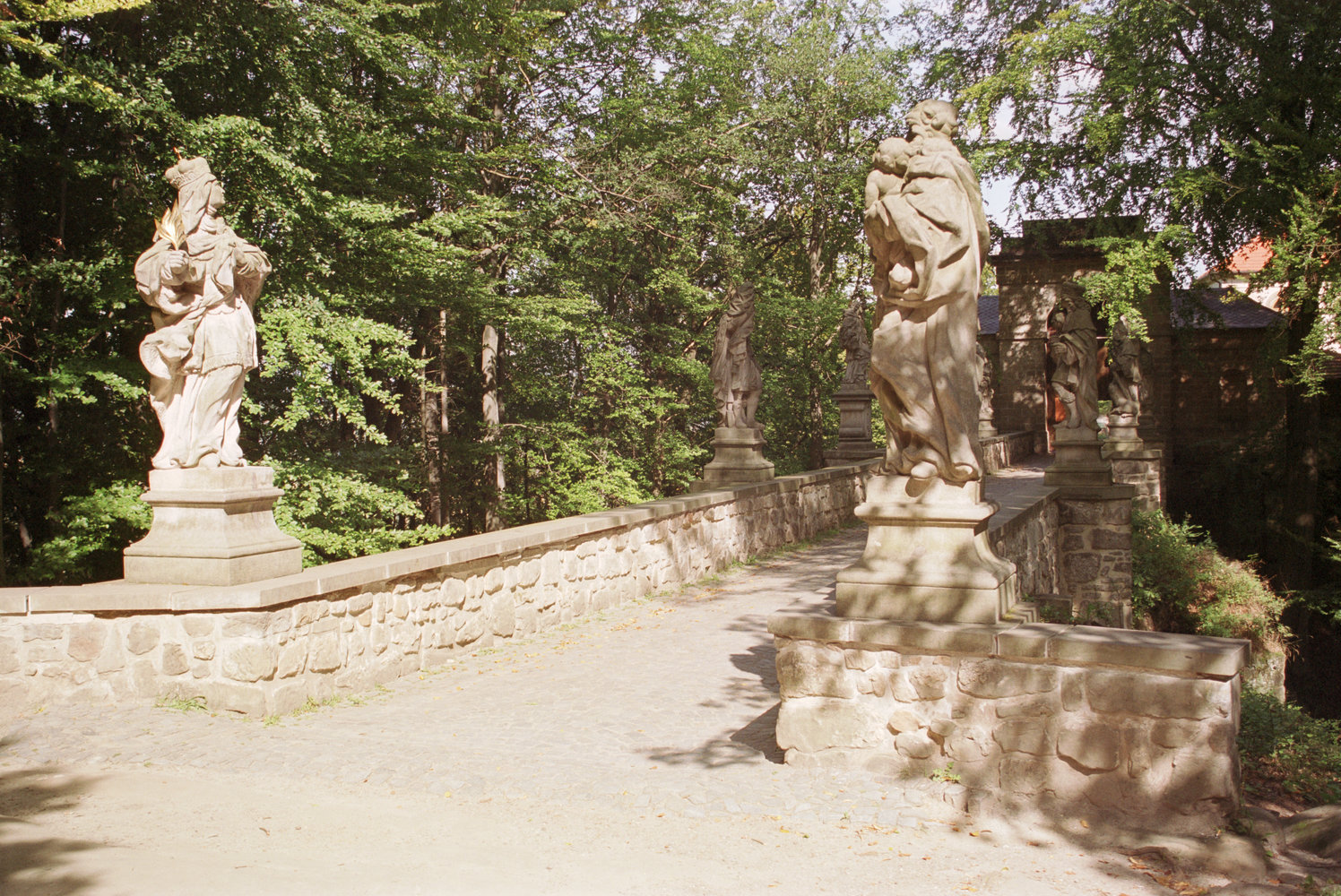
Cây cầu đầu tiên dẫn đến Lâu đài Waldstein với các tác phẩm điêu khắc của anh em nhà Jelínek, 1725–1735

Lâu đài Valdštejn (tiếng Đức: Waldstein) là một pháo đài kiểu Gothic gần thị trấn Turnov, thuộc Cộng hòa Séc. Lâu đài tọa lạc tại thành phố Hruboskalsko, trong Thiên đường Bohemia (tiếng Séc: Český ráj), được coi là lâu đài cổ nhất ở Thiên đường Bohemian. Vào khoảng năm 1260, Jaroslav của Hruštice (từ dòng họ nhà Markvartic, tổ tiên của các lãnh chúa tại Valdštejn) là người xây dựng công trình này. Dòng họ nhà Valdštejn sở hữu lâu đài cho đến khoảng năm 1380.
Vào nửa sau của thế kỷ thứ mười ba, các Bá tước của gia đình Waldstein cho tiến hành xây dựng thành phố trên ba vách đá sa thạch. Sau năm 1420, người Hussite chiếm đóng lâu đài. Năm 1621, Dòng họ nhà Waldstein, cụ thể là nhà lãnh đạo quân đội Albrecht von Wallenstein (1583 – 1634) mua lại lâu đài sau một thời gian dài bị bỏ hoang. Vào năm những năm đầu của thế kỉ 18, trong giai đoạn đỉnh cao của thời kỳ Baroque, họ đã xây dựng ngôi nhà thờ hành hương trên đống đổ nát của lâu đài cũ để dành tặng cho John của Nepomuk (John Nepomucene, 1345 – 1393).

## Một số tranh ảnh

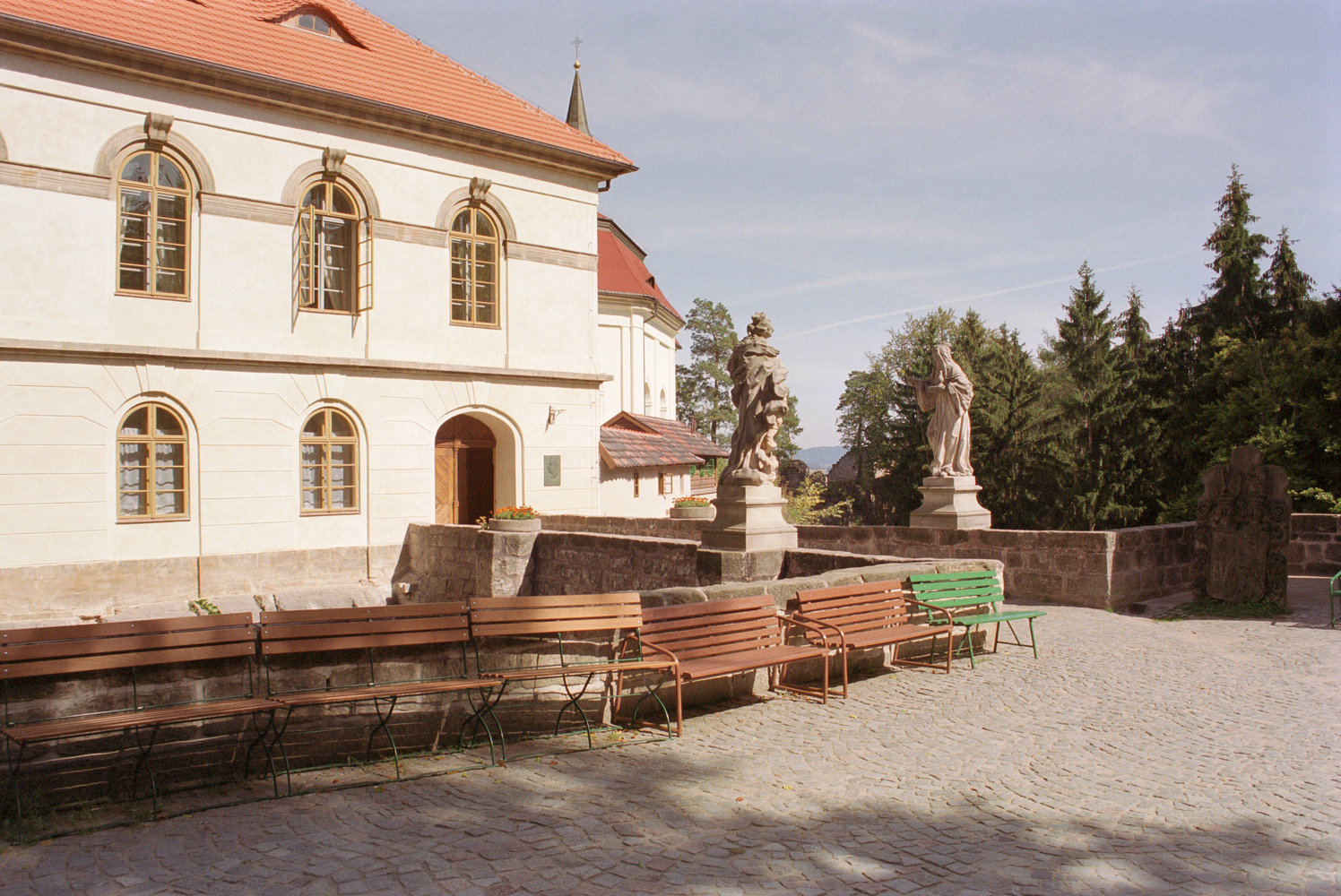
Lâu đài Waldstein
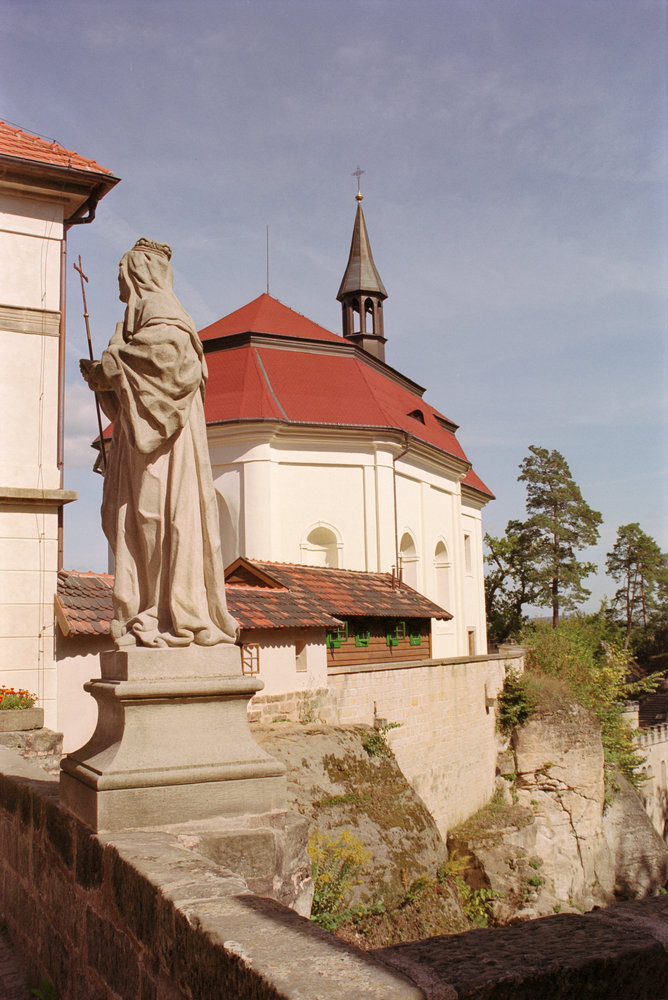
Lâu đài Waldstein
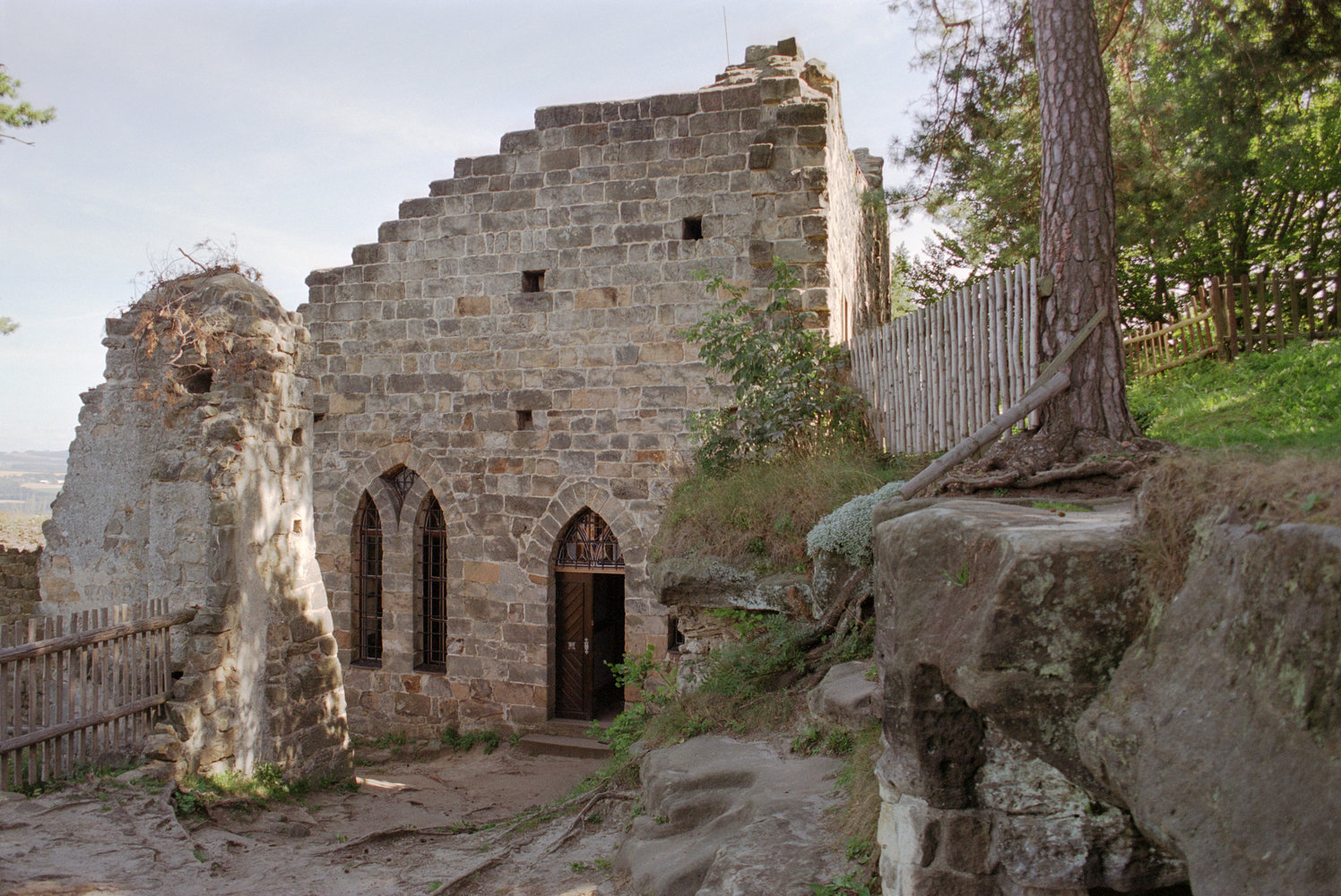
Lâu đài Waldstein
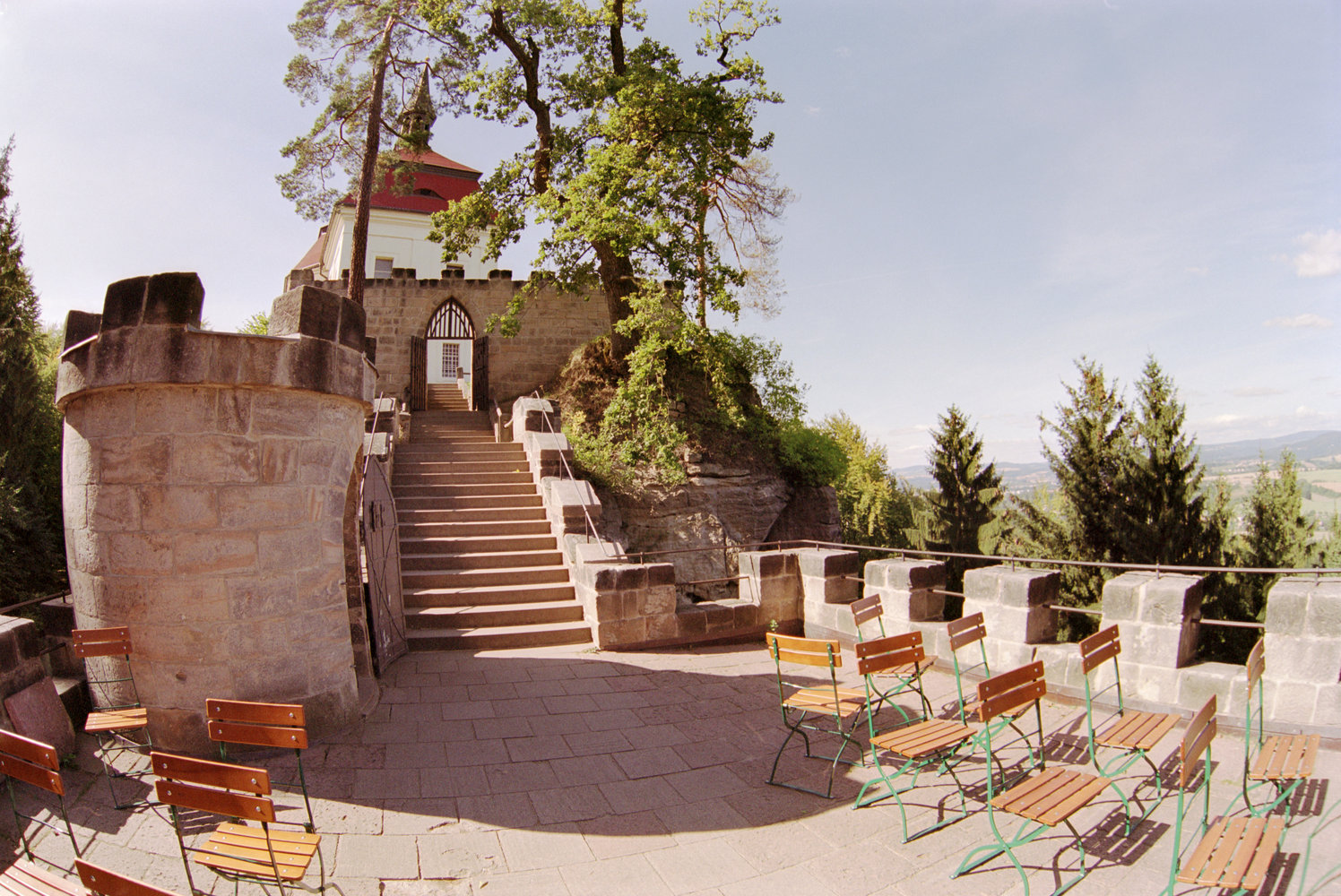
Lâu đài Waldstein